# Bolševník perský

Hlavní evropské oblasti zasažené
invazí bolševníku perského

Bolševník perský (Heracleum persicum) je jeden ze tří druhů obřích bolševníků, které v současné době invadují do Evropy. Je trochu ve stínu svého ve většině Evropy se prosazujícího příbuzného bolševníku velkolepého, neboť se na rozdíl od něj masivněji šíří pouze ve Fennoskandinávii. Vzhledem i vlastnostmi je velmi podobný bolševníku velkolepému, stejně jako on je také zařazen na seznam invazních nepůvodních druhů s významným dopadem na Unii.

## Rozšíření
Původní oblastí výskytu bolševníku perského je oblast Turecka, Íránu a Iráku. V současné době je aktuální jeho invaze do Fennoskandinávie, kde invaduje společně s bolševníkem velkolepým. Oba druhy se do Evropy dostaly stejným způsobem: jakožto okrasné rostliny vysazované v zahradách a parcích.
První jednoznačně prokazatelný záznam o vysazení bolševníku perského v Evropě pochází z Anglie z roku 1819 (stejně jako v případě bolševníku velkolepého jde o botanickou zahradu Kew Gardens v Londýně), v roce 1836 byla semena z londýnských bolševníků prodávána zahradníkům v Norsku.
Proč se bolševník perský dokázal ve volné přírodě uchytit pouze ve Fennoskandinávii, zatímco jeho příbuzný zaplavuje téměř celou Evropu, není zcela jasné. Zdá se, že startovní podmínky měly podobné. Krom Fennoskandinávie se prokázal výskyt bolševníku perského i v přilehlých oblastech (jižní cíp Švédska, Dánsko), ne zcela průkazná jsou hlášení o výskytu v Maďarsku, Lotyšsku a Velké Británii.

## Alternativní pojmenování

### Synonyma
- Heracleum laciniatum

### Lidové názvy
- palma z Tromsø (používá se ve Skandinávii)

## Vzhled arozmnožování
Vzhledem je velmi podobný b. velkolepému a b. Sosnowského, od nichž se však odlišuje tím, že po vykvetení rostlina neodumře, ale může vykvést znovu. Dále má oproti nim podstatně výraznější anýzovitou vůni.

## Ekologické nároky
- podobné jako bolševník velkolepý

## Zdravotní rizika
- podobná jako u bolševníku velkolepého

## Boj sbolševníkem perským
Boj s bolševníkem perským je podobný boji s bolševníkem velkolepým, jediným podstatným rozdílem je už zmíněný fakt, že dospělé rostliny b. perského po vykvetení neodumřou. Na to je třeba pamatovat při použití již tak nepříliš efektivní metody boje spočívající v odsekávání dozrávajících květenství – b. perskému totiž relativně rychle dorostou nová.

## Obsahové látky
- podobné jako u bolševníku velkolepého